# Карвиці (Славенський повіт)
Карвиці (пол. Karwice) — село в Польщі, у гміні Малехово Славенського повіту Західнопоморського воєводства.
Населення — 599 осіб (2011).
У 1975-1998 роках село належало до Кошалінського воєводства.

## Демографія
Демографічна структура станом на 31 березня 2011 року:
|          | Загалом | Допрацездатний вік | Працездатний вік | Постпрацездатний вік |
| -------- | ------- | ------------------ | ---------------- | -------------------- |
| Чоловіки | 287     | 61                 | 200              | 26                   |
| Жінки    | 312     | 59                 | 194              | 59                   |
| Разом    | 599     | 120                | 394              | 85                   |